# Alexandromys shantaricus
Alexandromys shantaricus és una espècie de mamífer rosegador de la família dels cricètids. Viu a l'illa de Bolxoi Xantar (Rússia) i, més generalment, a les costes meridionals del mar d'Okhotsk. Es tracta d'un rosegador menut, amb una llargada de cap a gropa de 95-130 mm, la cua de 28-44 mm i un pes de fins a 51 g. El seu nom específic, shantaricus, significa ‘de Xantar’ en llatí.